# HHHR Tower
De HHHR Tower is een wolkenkrabber in Dubai, VAE aan Sheikh Zayed Road. Het is 317,6 meter hoog en telt 72 verdiepingen. De constructie van het gebouw begon in 2006 en werd in 2010 voltooid. De door Al Hashemi ontworpen toren bevat 454 appartementen en verder showrooms en kantoren tot de vierde verdieping. Twee parkeergarages, ieder meerdere verdiepingen hoog, bieden ruimte aan meer dan 900 auto's.